# سرژ کلارزفلد
سرژ کلارزفلد (انگلیسی: Serge Klarsfeld؛ زادهٔ ۱۷ سپتامبر ۱۹۳۵) حقوقدان، شکارچی نازی‌ها، نویسنده، تاریخ‌نگار، و وکیل اهل فرانسه است.
وی همچنین برندهٔ جوایزی همچون لژیون دونور شده‌است. متولد رومانی و یک فعال فرانسوی که به دلیل ثبت اسناد هولوکاست به منظور پیگرد و مجازات جنایتکاران جنگی شهرت یافت. او از دهه ۱۹۶۰، تلاش‌های قابل توجهی را برای یادبود قربانیان یهودی هنگامیکه فرانسه تحت اشغال آلمان بود انجام داد و حامی فعال اسرائیل بود.

## فعالیت‌ها
'سرژ کلارزفلد کمک کرد تا انجمن فرزندان و دختران یهودیان تبعیدی از فرانسه (FFDJF) یا FFDJF تشکیل شود. این انجمن یکی از گروه‌هایی است که پرونده جنایات نازی‌ها را مستند کرد و مقامات سابق آلمان و فرانسه مانند کلاوس باربی، رنه بوسه، ژان لوگوئی، موریس پاپون و پل تووییر، که در مرگ صدها هزار فرانسوی و یهودیان خارجی در دوران جنگ جهانی دوم. دست داشتند تحت تعقیب قرار گیرند.
در سال‌های قبل از ۱۹۸۹ و شکست اتحاد جماهیر شوروی سوسیالیستی، او و همسرش علیه حمایت بلوک شرق از سازمان آزادیبخش فلسطین و ضدیت با صهیونیسم فعالیت می‌کردند.

## افتخارات
در سال‌های ۱۹۸۴ و ۸۶ فعالیت‌های سرژ و همسرش توسط لژیون دونور فرانسه قدر دانی شد. در سال ۱۹۸۶داستان آن‌ها درآمریکا به عنوان یک فیلم تلویزیونی با تام کانتی، فرح فاوست و جرالدین پیج به نمایش گذاشته شد. در سال ۲۰۰۸ هم یک فیلم تلویزیونی فرانسوی دربارهٔ آن‌ها ساخته شد.
در اول ژانویه ۲۰۱۴، رتبه لژیون دونور را دریافت کرد و به عنوان افسر ارشد شناخته شد.